# Libon (service)
Pour le dessinateur, voir Libon.
Libon est un service de voix sur IP disponible sur smartphone.
L'application développée à l'origine par Orange Vallée, une filiale du groupe Orange, est devenue indépendante le 6 août 2018.
L'application est disponible sur iOS, Android. Les utilisateurs de Libon peuvent appeler les fixes et les mobiles du monde entier via 3G, 4G ou Wi-Fi. L'application est disponible gratuitement sur le Google Play et l'App Store et n'est pas réservée aux clients de l'opérateur Orange.

## Origines
La première version de Libon a été lancée en bêta en novembre 2009 avant la conférence LeWeb, sous le nom ON Adress Book - disponible sur Android.
En mars 2011, Orange lance ON Voicefeed à la conférence DEMO en Californie, une application de messagerie vocale visuelle pour iOS qui permet de personnaliser ses annonces d'accueil en les enregistrant ou les écrivant (fonctionnalité text-to-speech) dotée d'une fonctionnalité de messagerie instantanée.
Le 21 novembre 2012, Stéphane Richard annonce le lancement de Libon - un service de voix sur IP qui reprend les fonctionnalités d'ON Voicefeed l'amélioration de l'interface et le nouveau nom de l'application devenue alors Libon. Le nouveau service a été présenté par Stéphane Richard au show Hello!.
Le 30 juin 2016, Libon sort une nouvelle version 4 qui se focalise uniquement sur la VoIP Out (appels émis).
Le 6 août 2018, A Plus Finance annonce entrer au capital de Libon, nouvelle société, fondée par Julien Hodara, ex-directeur de Libon chez Orange qui reprend la société à présent indépendante. La nouvelle société lève 1,8 million d'euros auprès de A Plus Finance et d'investisseurs privés.

## Service et fonctionnalités

### Appels sortants en VoIP: appels vers les réseaux téléphoniques
Les appels Libon Out permettent d’appeler les téléphones fixes et les mobiles de plus de 140 pays depuis l’application Libon. Ces appels peuvent être effectués vers des téléphones sur lesquels l’application Libon n’est pas installée.

### Anciennes fonctionnalités

#### Appels en voix sur IP entre utilisateurs de l'application
Libon permettait de passer des appels en voix sur IP gratuitement entre utilisateurs possédant l’application.

#### Messagerie instantanée
Libon intégrait jusqu'à la version 3 un service de messagerie instantanée, qui permet d’envoyer des messages textes, des enregistrements audio, la géolocalisation des participants à une conversation ou encore des photos. La messagerie instantanée de Libon est compatible avec la norme Joyn.

#### Open Chat
La technologie Open Chat a été développée par Orange Vallée spécifiquement pour Libon. Grâce à cette technologie, Libon est la première application de messagerie instantanée à permettre à ses utilisateurs d’envoyer des messages, des contenus audio et des photos à tous leurs contacts. Ainsi, il n’est pas nécessaire que le destinataire d’un message ait installé l'application Libon sur son terminal pour qu’il puisse communiquer avec un utilisateur Libon.
Ce service fonctionnait à l’aide d’une application Libon développée en HTML5, un langage de programmation qui peut être compris par la plupart des navigateurs web. Le contact qui n’a pas Libon d’installé sur son appareil est redirigé vers cette application web, qui ne nécessite aucune inscription pour être utilisée.

#### Répondeur personnalisé
L’application Libon était munie, jusqu'à la version 3, d’un répondeur avec des fonctionnalités évoluées. Le répondeur Libon permet de personnaliser ses annonces d’accueil en fonction de groupes de contacts qui peuvent être définis directement dans l’application. Ces annonces d'accueils peuvent être écrites et automatiquement retranscrites en voix.
Les messages vocaux laissés sur la boite vocale d'un utilisateur Libon sont automatiquement retranscrits en texte, et apparaissent dans le fil de discussion parmi les messages instantanés du contact appelant.
Libon annonce en mars 2016 l'arrêt de ce service de messagerie vocale à la fin mars 2016.

#### VoIP In (fonctionnalité commercialement nomméeReach Me)
Cette fonctionnalité, uniquement disponible en Italie, permettait de recevoir des appels sur son numéro de mobile lorsque le téléphone se trouvait hors réseau cellulaire mais était connecté à Internet (via une box Wifi par exemple).

## Partenariats actuels

### En Espagne
60 minutes d'appels avec l'application Libon sont proposées mensuellement par l'opérateur Amena en Espagne à tous ses abonnés.

## Anciens partenariats

### En France
En avril 2013, Sosh commercialise une option intitulée "Sosh International" qui permet d'appeler les téléphones fixes et mobiles de plus d'une vingtaine de pays en illimité en passant par l'application Libon.
Depuis septembre 2013, Sosh permet à tous ses clients d'utiliser Libon gratuitement pour appeler les fixes et les mobiles de France quand ils sont à l'étranger.
Depuis la loi européenne sur les frais de roaming européens de 2017, Sosh n'inclut plus l'option dans ses forfaits mobiles, il est possible de continuer à utiliser Libon en achetant des crédits.

### En Europe
Libon est ou était aussi proposé par l'opérateur Orange en Roumanie et en Pologne.

## Récompenses
L'application Libon a remporté le 1er prix dans la catégorie commerciale au MEX Awards en 2010. Elle fut aussi en finale de l'Expérience Utilisateur MEX de l'année lors de la même cérémonie.